# سومرست ويست

سومرست ويست هي بلدة تقع في محافظة كيب الغربية بجنوب أفريقيا، في 2011 بلغ عدد سكان البلدة 55،166 نسمة.